# Göltzschtals voetbalkampioenschap 1923/24
In 1923/24 werd het derde Göltzschtals voetbalkampioenschap gespeeld, dat georganiseerd werd door de Midden-Duitse voetbalbond. De vorige jaren fungeerde de competitie als tweede klasse onder de Kreisliga Westsachsen. Falkenstein, Reichenbach en Auerbach speelden wel in de Kreisliga, Mylau werd kampioen van de 1. Klasse Göltzschtal.
SpVgg 06 Falkenstein werd kampioen en plaatste zich voor de Midden-Duitse eindronde. De club verloor van SuBC Plauen.

## Gauliga
| Plaats | Club                 | Wed. | W | G | V | Saldo | Ptn. |
| ------ | -------------------- | ---- | - | - | - | ----- | ---- |
| 1.     | SpVgg 06 Falkenstein | 6    | 4 | 2 | 0 | 20:9  | 10:2 |
| 2.     | VfB 1907 Reichenbach | 6    | 3 | 2 | 1 | 20:6  | 8:4  |
| 3.     | VfB 1906 Auerbach    | 6    | 2 | 1 | 3 | 13:19 | 5:7  |
| 4.     | SV Sportlust Mylau   | 6    | 0 | 1 | 5 | 8:27  | 1:11 |

|  | Kampioen, geplaatst voor Midden-Duitse eindronde |